# Waroch Ier
Waroch ou Guérech (breton : Gwereg) (mort vers 550), anciennement aussi écrit Waroc et Waroc'h, est le souverain supposé d'un royaume situé dans le sud de l'Armorique, nommé postérieurement Bro Waroch (Broërec ou Bro-Erec). Par convention, pour le différencier de son petit-fils putatif et homonyme Waroch, fils de Macliau, il est nommé Waroch Ier.

## Contexte
Au cours de la première moitié du VIe siècle, Waroch (Weroc) aurait régné sur la région de Benetis (ancien nom de Vannes), c'est-à-dire « de l'Ellé à la Presqu'île de Rhuys (sauf bien entendu la ville de Vannes) »,  qui devient une enclave gallo-franque.

## Mentions de Waroch dans lesVitae
Peter Bartrum selon qui « Weroc a été introduit par Arthur de La Borderie dans son « Histoire de Bretagne » en 1896, à partir de diverses mentions dans des Vies de Saints » relève que :
1. Selon la très douteuse Vita de saint Gurthiern, Weroc [Goeroc] est présenté comme un contemporain de Gradlon, et il accorde des terres à Gurthiern.
2. Dans la Vita de saint Méen il est dit que le saint est envoyé par Samson de Dol à Weroc [Gueroc] afin d'obtenir son aide pour édifier sa basilique.
3. Gwenaël, qui succède à Guénolé comme abbé de Landévennec en 532, reçoit des domaines de Weroc, ce qui conviendrait mieux à un Weroc antérieur.

## Waroch et saint Gildas
Selon la Vita de saint Gildas, composée au XIe siècle par Vitalis, un moine de l'abbaye Saint-Gildas de Rhuys, le saint qui s'était établi, après de nombreuses pérégrinations, d'abord sur l'île d'Houat, puis dans la presqu'île de Rhuys serait entré en relation avec « Waroch, comte de Vannes ». À la demande de ce dernier, Gildas accepte de jouer le rôle d'intermédiaire et de garant, lorsque sa fille Tréphine est demandée en mariage par le « roi Conomor » dont la réputation était exécrable. Malgré la protection du saint, elle est tuée lorsque son époux découvre qu'elle attend un enfant. Le saint, après avoir enseveli « l'horrible tyran » meurtrier dans l'effondrement de sa demeure, recueille et baptise le fils de la malheureuse le futur saint Trémeur.
Selon une autre légende, l'ermite, qui vivait au large des terres du comte, vient un jour voir Waroch en sa ville de Vannes pour lui requérir un lopin de terre près de la côte pour s'adonner à la prière. Waroch, qui était un « homme juste et craignant Dieu, qui révérait aussi ses ministres, quand ils étaient fidèles à leurs promesses, c'est-à-dire s'ils se montraient pieux, humbles, détachés, consolateurs des malheureux et défenseurs des petites gens […] », lui offrit un château et des champs. Gildas alors fonda une abbaye en presqu'île de Rhuys.

## Historicité
Il n'existe aucune mention historique concernant Waroch Ier. Arthur de La Borderie, dans une tentative de concilier sources historiques (Histoire des Francs) et hagiographiques (Vie de saint Gunthiern , Vie de saint Méen, Vie de saint Gwenaël), dut se résoudre à couper en deux tronçons le règne de Waroch, introduisant un « Weroc Ier » régnant de 500 à 550 environ « pour le distinguer d'un second Weroc ou Waroch célèbre dans notre histoire », ce dernier correspondant au roi ou comte Waroch, un chef breton contemporain des premiers rois mérovingiens, et dont l'existence est historiquement attestée par Grégoire de Tours. 
L'hypothèse d'un premier Waroch, popularisée par les épigones de La Borderie, a été précocement réfutée, notamment par Ferdinand Lot et par Charles de la Lande de Calan dans ses « Éclaircissements observations et notes sur les Cronicques & Ystoires des Bretons de Pierre Le Baud » lors de leur publication en 1910 . Elle n’a jamais été reprise par la suite,. Particulièrement dans les deux ouvrages de référence « Histoire de Vannes et de sa région » sous la direction de Jean-Pierre Leguay et « Histoire de la Bretagne » sous la direction de Jean Delumeau .

## Postérité
Waroch aurait eu plusieurs enfants d'une épouse inconnue  :
- Canao Ier, qui lui succéde à sa mort ;
- Macliau, évêque de Vannes, qui succéde à son frère ;
- Trois autres fils, tués par leur frère Canao.

Et selon la Vita de Saint Gildas
- Sainte Tréphine, qui épouse Conomor, comte du Poher.

### Généalogie
|                        |                        |                        |                        |                        |                        |               |               |                 |                 |                 |                 |                             |                             |                             |                             |                                            |                                            |                                            |                                            |                                            |                                            |       |       | Waroch (I)                  |                             |                             |                             |                             |                             |  |  |        |        |        |        |        |        |  |  |        |        |        |        |        |        |  |  |        |        |        |        |        |        |  |  |  |  |  |  |  |  |  |  |  |  |
|                        |                        |                        |                        |                        |                        |               |               |                 |                 |                 |                 |                             |                             |                             |                             |                                            |                                            |                                            |                                            |                                            |                                            |       |       |                             |                             |                             |                             |                             |                             |  |  |        |        |        |        |        |        |  |  |        |        |        |        |        |        |  |  |        |        |        |        |        |        |  |  |  |  |  |  |  |  |  |  |  |  |
|                        |                        |                        |                        |                        |                        |               |               |                 |                 |                 |                 |                             |                             |                             |                             |                                            |                                            |                                            |                                            |                                            |                                            |       |       |                             |                             |                             |                             |                             |                             |  |  |        |        |        |        |        |        |  |  |        |        |        |        |        |        |  |  |        |        |        |        |        |        |  |  |  |  |  |  |  |  |  |  |  |  |
| Conomor Comte de Poher | Conomor Comte de Poher | Conomor Comte de Poher | Conomor Comte de Poher | Conomor Comte de Poher | Conomor Comte de Poher |               |               | Sainte Tréphine | Sainte Tréphine | Sainte Tréphine | Sainte Tréphine | Sainte Tréphine             | Sainte Tréphine             |                             |                             | Macliau Évêque de Vannes Roi du Bro Waroch | Macliau Évêque de Vannes Roi du Bro Waroch | Macliau Évêque de Vannes Roi du Bro Waroch | Macliau Évêque de Vannes Roi du Bro Waroch | Macliau Évêque de Vannes Roi du Bro Waroch | Macliau Évêque de Vannes Roi du Bro Waroch |       |       | Canao Ier Roi du Bro Waroch | Canao Ier Roi du Bro Waroch | Canao Ier Roi du Bro Waroch | Canao Ier Roi du Bro Waroch | Canao Ier Roi du Bro Waroch | Canao Ier Roi du Bro Waroch |  |  | Garçon | Garçon | Garçon | Garçon | Garçon | Garçon |  |  | Garçon | Garçon | Garçon | Garçon | Garçon | Garçon |  |  | Garçon | Garçon | Garçon | Garçon | Garçon | Garçon |  |  |  |  |  |  |  |  |  |  |  |  |
| Conomor Comte de Poher | Conomor Comte de Poher | Conomor Comte de Poher | Conomor Comte de Poher | Conomor Comte de Poher | Conomor Comte de Poher |               |               | Sainte Tréphine | Sainte Tréphine | Sainte Tréphine | Sainte Tréphine | Sainte Tréphine             | Sainte Tréphine             |                             |                             | Macliau Évêque de Vannes Roi du Bro Waroch | Macliau Évêque de Vannes Roi du Bro Waroch | Macliau Évêque de Vannes Roi du Bro Waroch | Macliau Évêque de Vannes Roi du Bro Waroch | Macliau Évêque de Vannes Roi du Bro Waroch | Macliau Évêque de Vannes Roi du Bro Waroch |       |       | Canao Ier Roi du Bro Waroch | Canao Ier Roi du Bro Waroch | Canao Ier Roi du Bro Waroch | Canao Ier Roi du Bro Waroch | Canao Ier Roi du Bro Waroch | Canao Ier Roi du Bro Waroch |  |  | Garçon | Garçon | Garçon | Garçon | Garçon | Garçon |  |  | Garçon | Garçon | Garçon | Garçon | Garçon | Garçon |  |  | Garçon | Garçon | Garçon | Garçon | Garçon | Garçon |  |  |  |  |  |  |  |  |  |  |  |  |
|                        |                        |                        |                        |                        |                        |               |               |                 |                 |                 |                 |                             |                             |                             |                             |                                            |                                            |                                            |                                            |                                            |                                            |       |       |                             |                             |                             |                             |                             |                             |  |  |        |        |        |        |        |        |  |  |        |        |        |        |        |        |  |  |        |        |        |        |        |        |  |  |  |  |  |  |  |  |  |  |  |  |
|                        |                        |                        |                        |                        |                        |               |               |                 |                 |                 |                 |                             |                             |                             |                             |                                            |                                            |                                            |                                            |                                            |                                            |       |       |                             |                             |                             |                             |                             |                             |  |  |        |        |        |        |        |        |  |  |        |        |        |        |        |        |  |  |        |        |        |        |        |        |  |  |  |  |  |  |  |  |  |  |  |  |
|                        |                        |                        |                        | Saint Trémeur          | Saint Trémeur          | Saint Trémeur | Saint Trémeur | Saint Trémeur   | Saint Trémeur   |                 |                 | Waroch II Roi du Bro Waroch | Waroch II Roi du Bro Waroch | Waroch II Roi du Bro Waroch | Waroch II Roi du Bro Waroch | Waroch II Roi du Bro Waroch                | Waroch II Roi du Bro Waroch                |                                            |                                            | Jacob                                      | Jacob                                      | Jacob | Jacob | Jacob                       | Jacob                       |                             |                             |                             |                             |  |  |        |        |        |        |        |        |  |  |        |        |        |        |        |        |  |  |        |        |        |        |        |        |  |  |  |  |  |  |  |  |  |  |  |  |
|                        |                        |                        |                        | Saint Trémeur          | Saint Trémeur          | Saint Trémeur | Saint Trémeur | Saint Trémeur   | Saint Trémeur   |                 |                 | Waroch II Roi du Bro Waroch | Waroch II Roi du Bro Waroch | Waroch II Roi du Bro Waroch | Waroch II Roi du Bro Waroch | Waroch II Roi du Bro Waroch                | Waroch II Roi du Bro Waroch                |                                            |                                            | Jacob                                      | Jacob                                      | Jacob | Jacob | Jacob                       | Jacob                       |                             |                             |                             |                             |  |  |        |        |        |        |        |        |  |  |        |        |        |        |        |        |  |  |        |        |        |        |        |        |  |  |  |  |  |  |  |  |  |  |  |  |
|                        |                        |                        |                        |                        |                        |               |               |                 |                 |                 |                 | Canao Roi du Bro Waroch (?) |                             |                             |                             |                                            |                                            |                                            |                                            |                                            |                                            |       |       |                             |                             |                             |                             |                             |                             |  |  |        |        |        |        |        |        |  |  |        |        |        |        |        |        |  |  |        |        |        |        |        |        |  |  |  |  |  |  |  |  |  |  |  |  |

### Sources
- (en) Peter Bartrum, A Welsh classical dictionary : people in history and legend up to about A.D. 1000, Aberystwyth, National Library of Wales, 1993, p. 733 WEROC (I)
- Jean Baptiste F. Delaporte,Recherches sur la Bretagne, Tome Premier, 1819
- sous la direction de Jean Delumeau, Histoire de la Bretagne, Toulouse, Privat, 1969, p. 117-152 chapitre IV: De l'Armorique à la Bretagne (VIe – XIIe siècle)
- Christiane M.J. Kerboul-Vilhon, Gildas Le Sage. Vies et œuvres, Sautron, Éditions du Pontig, 1997 (ISBN 978-2-9510310-2-9), p. 133-160 Vie de Saint Gildas écrite par Vitalis moine de Saint-Gildas de Rhuys.
- sous la direction de Jean-Pierre Leguay, Histoire de Vannes et de sa région, Toulouse, Privat, 1988, 320 p. (ISBN 2-7089-8272-9), p. 38